# Philipp Schweitzer (Skandinavist)
Philipp Eduard Wilhelm Schweitzer (* 16. Mai 1846 in Remda, Herzogtum Sachsen-Weimar-Eisenach; † 31. Mai 1890 bei Vevey, Schweiz)  war ein deutscher Skandinavist.

## Leben
Der Vater Gottfried Wilhelm Schweitzer war Wollfabrikant und Kommerzienrat in Remda, die Mutter Charlotte Maria, geborene Hagenbruch, Tochter eines Weimarer Kaufmanns.
Philipp Schweitzer arbeitete zunächst in der väterlichen Schafzucht.
1868 reiste er das erste Mal nach Norwegen und lernte die dortige Literatur kennen.
Danach lebte er zwei Jahre in den USA. Nach seiner Rückkehr arbeitete er als Lehrer.
Anschließend studierte Schweitzer englische Sprache in Tübingen und arbeitete als Lehrer im schweizerischen Stäfa.
Seit 1878 studierte er nordische Sprachen und Literatur in Jena und promovierte dort 1881.
Später reiste er nach Island, Dänemark und Schweden. Philipp Schweitzer war mit dem Dichter Henrik Ibsen bekannt, von dem er ein Schauspiel übersetzte und über den er ausführlich schrieb.
1890 verunglückte er in den Schweizer Bergen bei Vevey.

## Schriften
Philipp Schweitzer verfasste einige Schriften über die Literatur und Kultur der skandinavischen Länder. Dazu übersetzte er zwei Werke aus dem Norwegischen.
Eigene Werke
- Die Entwicklung der nationalen Dichtung in Norwegen 1758–1858, Jena 1881, Dissertation
- Island, Land und Leute. Geschichte, Litteratur und Sprache, Leipzig, [1885], Neudruck 2011
- Geschichte der skandinavischen Litteratur, 3 Bände, Leipzig, 1886–1889
- Lars Björn, eine Geschichte aus den Lofotten, in: Hackländer, Sorgenlose Stunden, 1876

Übersetzungen
- Bilder aus Norwegen. Drei Erzählungen von Jonas Lie, Jena 1878
- Komödie der Liebe von Henrik Ibsen, Leipzig, Reclam Nr. 2700, [1890], weitere Auflagen Digitalisat